# Waed Badhib
Waed Bathib (en arabe : واعد باذيب), est un homme politique yéménite. Il a été ministre des Transports du Yémen. Le 25 août 2012, il échappe à une tentative d'assassinat après que son convoi ait été la cible de tirs à Aden.
Il est nommé ministre de la Planification et de la Coopération internationale en 2020.

## Note et référence

### Note
1. ↑  En concurrence avec Yasser al-Awadi (en) (2020-2021), puis Abdulaziz Nasser Ahmed Al-Kumaim (depuis 2021) du Conseil politique suprême.

### Référence
1. ↑  Yémen : un ministre visé par des tirs, Le Figaro, 25 août 2012.
2. ↑  « اخبار العرب .. من هو الدكتور " واعد باذيب " وزير التخطيط في الحكومة لجديدة ? .. سيرته الذاتية »,‎ 2020.